# استات نقره
استات نقره (به انگلیسی: Silver acetate) با فرمول شیمیایی AgC۲H۳O۲ یک ترکیب شیمیایی با شناسه پاب‌کم ۱۱۲۴۶ است. که جرم مولی آن 166.91 g/mol می‌باشد. شکل ظاهری این ترکیب، پودر سفید مایل به سبز با اندکی بوی اسیدی است.